# Aster pyrenaeus
Aster pyrenaeus (айстра піренейська) — вид квіткових рослин з родини айстрових (Asteraceae).

## Біоморфологічна характеристика

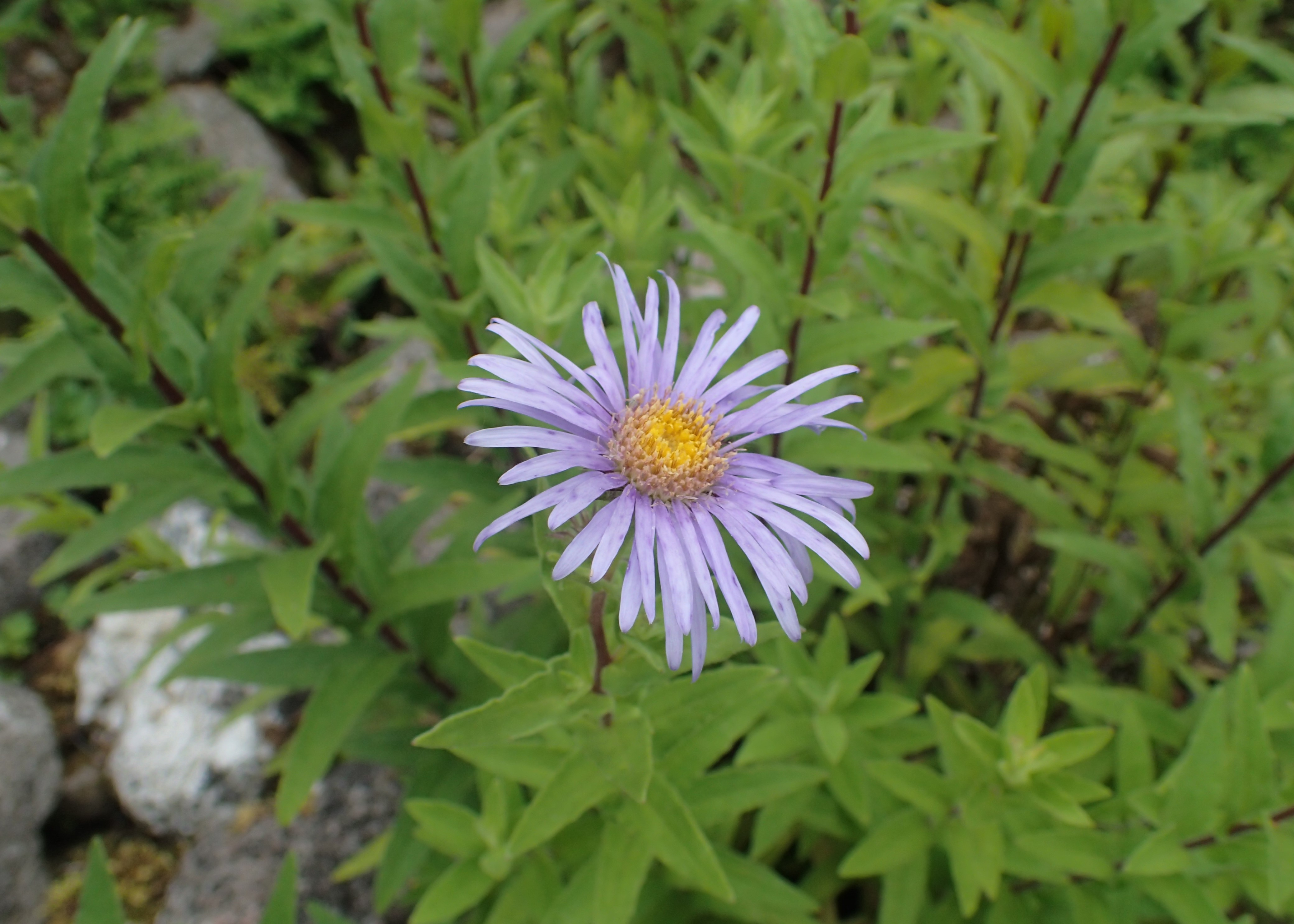

Це багаторічна рослина 40–60 см заввишки, з прямовисним простим шорстко запушеним стеблом. Листки сидячі, шорстко запушені, довгасто-ланцетні, гострі, у верхній половині зубчасті, охоплюють у своїй основі половину стебла; верхні листки цілі. Приквіткові листочки гострокінцеві. Квіткові голови великі, ≈ 5 см в діаметрі, поодинокі чи по 2–5. По колу — язичкові квіточки довгі, синьо-бузкові; у центрі — трубчасті квіточки жовті.

## Середовище проживання
Ця рослина зростає в Іспанії та Франції. Він має лише три субпопуляції в Іспанії, в гірському хребті Кантабрії, які ізольовані від субпопуляцій у французьких Піренеях. Ареал в Іспанії становить менше 20 км², а загальний, як передбачається, становить значно менше 500 км². Популяції сильно роздроблені. 
Цей вид характерний для окраїнних лісів, вважається сонцелюбним, що сприяє заселенню луків антропогенного походження, луків на вапняному субстраті. Росте на висотах від 300 до 1800 метрів.

## Загрози й охорона
Зміна середовища проживання внаслідок зміни сільськогосподарських практик (відмова від традиційного скотарства) є основною загрозою для цього виду. Зростання рекреаційного використання території може вплинути на демографію виду, а будівництво доріг придушило кілька місць зростання.
Цей вид внесений до списку пріоритетних видів у Додатках II та IV Оселищної директиви та внесений до Додатку I Конвенції про збереження дикої природи та природних середовищ існування в Європі (Бернська конвенція). Він захищений національним законодавством і регіональним законодавством Астурії в Іспанії. У Франції він внесений до Додатку I до Національного списку охоронюваних видів і перебуває в національному парку Піренеї у Франції. Одна популяція була огороджена протягом чотирьох років, щоб запобігти випасу овець і сприяти природному поширенню та збору насіння для збереження ex situ. У національному парку Пікос де Європа (SCI) є субпопуляція. Невелика кількість особин зберігається ex situ в Атлантичному ботанічному саду.